# Списък с епизоди на „Реактивните момичета“
Това е списъкът с епизоди на анимационния сериал „Реактивните момичета“ с оригиналните дати на излъчване в САЩ и България.

## Пилотни епизоди
| Номер | Заглавие                                                       | Първо излъчване в САЩ | Първо излъчване в България |
| ----- | -------------------------------------------------------------- | --------------------- | -------------------------- |
| 00    | „Whoopass Stew! − The Whoopass Girls! in: A Sticky Situation!“ | 1994 (по фестивали)   |                            |
| 01    | „Meat Fuzzy Lumkins“                                           | 12 март 1995 г.       |                            |
| 02    | „Crime 101“                                                    | 28 януари 1996 г.     |                            |

## Сезон 1
| Номер | Заглавие                                                                                              | Първо излъчване в САЩ | Първо излъчване в България |
| ----- | --- | --------------------- | -------------------------- |
| 01    | „Кучешки маймунджилъци / Майка чудовище“ ("Monkey See, Doggie Do / Mommy Fearest")                    | 25 ноември 1998 г.    | 25 юли 2008 г.             |
| 02    | „Буболечката отвътре / Реактивна издънка“ ("Insect Inside / Powerpuff Bluff")                         | 18 ноември 1998 г.    | 28 юли 2008 г.             |
| 03    | „Злия Окти / Тупаник за здраве“ ("Octi Evil / Geshundfight")                                          | 2 декември 1998 г.    | 28 юли 2008 г.             |
| 04    | „Увлечението на Бръшлян / Рошава логика“ ("Buttercrush / Fuzzy Logic")                                | 9 декември 1998 г.    | 29 юли 2008 г.             |
| 05    | „Дисконощи с Торбалан / Фокус Мъртвокус“ ("Boogie Frights / Abracadaver")                             | 16 декември 1998 г.   | 29 юли 2008 г.             |
| 06    | „Телефонни шегаджии / Направихме зло от любов“ ("Telephonies / Tough Love")                           | 23 декември 1998 г.   | 30 юли 2008 г.             |
| 07    | „Мощно състезание / Възцаряването на Моджо“ ("Major Competition / Mr. Mojo's Rising")                 | 6 януари 1999 г.      | 30 юли 2008 г.             |
| 08    | „Лепкаво отмъщение / Ледени дрязги“ ("Paste Makes Waste / Ice Sore")                                  | 13 януари 1999 г.     | 31 юли 2008 г.             |
| 09    | „Бълбукащ гняв / Голата истина“ ("Bubblevicious / The Bare Facts")                                    | 20 януари 1999 г.     | 31 юли 2008 г.             |
| 10    | „Когато котаракът се отрака / Импийчмънт за рошав“ ("Cat Man Do / Impeach Fuzz")                      | 27 януари 1999 г.     | 1 август 2008 г.           |
| 11    | „Поредният безумен ден на Моджо / Мимът на промяната“ ("Just Another Manic Mojo / Mime for a Change") | 3 февруари 1999 г.    | 1 август 2008 г.           |
| 12    | „Турбо момчета“ ("The Rowdyruff Boys")                                                                | 7 април 1999 г.       | 4 август 2008 г.           |
| 13    | „О, Динамо“ ("Uh Oh Dynamo")                                                                          | 27 май 1999 г.        | 4 август 2008 г.           |

## Сезон 2
| Номер | Заглавие | Първо излъчване в САЩ | Първо излъчване в България |
| ----- | --- | --------------------- | -------------------------- |
| 14    | „Неканената героиня / Погром в детската градина“ ("Stuck Up, Up, and Away / Schoolhouse Rocked")                         | 18 юни 1999 г.        | 5 август 2008 г.           |
| 15    | „Колекционирай я / Суперзлодей“ ("Collect Her / Supper Villain")                                                         | 6 август 1999 г.      | 5 август 2008 г.           |
| 16    | „Честит провален ден / Твърде гроги за да реактивничат“ ("Birthday Bash / Too Pooped to Puff")                           | 20 август 1999 г.     | 6 август 2008 г.           |
| 17    | „Вечен сън / Не си проспивай шанса“ ("Dream Scheme / You Snooze, You Lose")                                              | 25 септември 1999 г.  | 6 август 2008 г.           |
| 18    | „Който зеленчуци не бие / Мръсна и зла“ ("Beat Your Greens / Down 'n Dirty")                                             | 10 септември 1999 г.  | 7 август 2008 г.           |
| 19    | „Неканен помощник / Лос Дос Моджос“ ("Slave the Day / Los Dos Mojos")                                                    | 8 октомври 1999 г.    | 7 август 2008 г.           |
| 20    | „Специалният подарък на белушка / Да върнем затворниците“ ("A Very Special Blossom / Daylight Savings")                  | 26 ноември 1999 г.    | 8 август 2008 г.           |
| 21    | „Моджови работи / Врагът в моя любимец“ ("Mo Job / Pet Feud")                                                            | 13 февруари 2000 г.   | 8 август 2008 г.           |
| 22    | „Въображаем злодей / Кой се страхува от Бацилия Улф“ ("Imaginary Fiend / Cootie Gras")                                   | 17 март 2000 г.       | 11 август 2008 г.          |
| 23    | „Най-дъждовното приключение / За десерт – затвор“ ("The Powerpuff Girls' Best Rainy Day Adventure Ever / Just Desserts") | 28 април 2000 г.      | 11 август 2008 г.          |
| 24    | „Дефектната сестра / Завий се“ ("Twisted Sister / Cover Up")                                                             | 26 май 2000 г.        | 12 август 2008 г.          |
| 25    | „Със скоростта на светлината / Дрогата на моджо“ ("Speed Demon / Mojo Jonesin'")                                         | 2 юни 2000 г.         | 12 август 2008 г.          |

## Сезон 3
| Номер | Заглавие | Първо излъчване в САЩ | Първо излъчване в България |
| ----- | --- | --------------------- | -------------------------- |
| 26    | „Нещо не е наред с Госпожица / Да спиш с врага“ ("Something's a Ms. / Slumbering with the Enemy")               | 30 юни 2000 г.        | 13 август 2008 г.          |
| 27    | „Пенсионирани, но не и победени / Косата на позора“ ("Fallen Arches / The Mane Event")                          | 28 юли 2000 г.        | 13 август 2008 г.          |
| 28    | „Негостоприемен град / Детефобия“ ("Town and Out / Child Fearing")                                              | 18 август 2000 г.     | 14 август 2008 г.          |
| 29    | „Разменени“ ("Criss Cross Crisis")                                                                              | 8 септември 2000 г.   | 14 август 2008 г.          |
| 30    | „Зрителни неволи / Кой каквото прави, на себе си го прави“ ("Bubblevision / Bought and Scold")                  | 15 септември 2000 г.  | 15 август 2008 г.          |
| 31    | „Туиги отвръща на удара / Край с лошите ченгета“ ("Gettin' Twiggy With It / Cop Out")                           | 22 септември 2000 г.  | 15 август 2008 г.          |
| 32    | „За един пробит диамант / Суперкръгли нули“ ("Jewel of the Aisle / Super Zeroes")                               | 20 октомври 2000 г.   | 18 август 2008 г.          |
| 33    | „Три момичета и едно чудовище / Кучешки маймунджилъци 2“ ("Three Girls and a Monster / Monkey See, Doggie Two") | 6 октомври 2000 г.    | 18 август 2008 г.          |
| 34    | „Бонбонени роби / Коткострофа“ ("Candy is Dandy / Catastrophe")                                                 | 10 ноември 2000 г.    | 19 август 2008 г.          |
| 35    | „Въздух под налягане / Играчка плачка“ ("Hot Air Buffoon / Ploys R' Us")                                        | 1 декември 2000 г.    | 19 август 2008 г.          |
| 36    | „Приют за животни / Закуска за шампиони“ ("Helter Shelter / Power Lunch")                                       | 3 април 2001 г.       | 20 август 2008 г.          |
| 37    | „Реактивко“ ("Powerprof.")                                                                                      | 9 февруари 2001 г.    | 20 август 2008 г.          |
| 38    | „Мозъкосмукачка / Равни права за злосторничките“ ("The Headsuckers Moxie / Equal Fights")                       | 5 януари 2001 г.      | 21 август 2008 г.          |
| 39    | „Дентален упадък / Запознайте се с Пребийтълс“ ("Moral Decay / Meet the Beat-Alls")                             | 9 февруари 2001 г.    | 21 август 2008 г.          |

## Сезон 4
| Номер | Заглавие                                    | Първо излъчване в САЩ | Първо излъчване в България |
| ----- | ------------------------------------------- | --------------------- | -------------------------- |
| 40    | „Крадец, лъжи и видео“ ("Film Flam")        | 20 април 2001 г.      | 22 август 2008 г.          |
| 41    | „Тебеширени ужасии“ ("All Chalked Up")      | 27 април 2001 г.      | 22 август 2008 г.          |
| 42    | „Върни се, Джоджо“ ("Get Back Jojo")        | 4 май 2001 г.         | 25 август 2008 г.          |
| 43    | „Що е то?“ ("Him Diddle Riddle")            | 21 октомври 2002 г.   | 25 август 2008 г.          |
| 44    | „Само за членове на клуба“ ("Members Only") | 15 юни 2002 г.        | 26 август 2008 г.          |
| 45    | „Евтина имитация“ ("Knock It Off")          | 12 юли 2002 г.        | 26 август 2008 г.          |
| 46    | „Супер приятели“ ("Super Friends")          | 8 юни 2002 г.         | 27 август 2008 г.          |
| 47    | „Дребни, но вредни“ ("Nano of the North")   | 22 октомври 2002 г.   | 27 август 2008 г.          |
| 48    | „Реактивната катерица“ ("Stray Bullet")     | 5 юли 2002 г.         | 28 август 2008 г.          |
| 49    | „Добряк по принуда“ ("Forced Kin")          | 28 ноември 2002 г.    | 28 август 2008 г.          |

## Филм
| Номер | Заглавие                                                        | Първо излъчване в САЩ | Първо излъчване в България |
| ----- | --------------------------------------------------------------- | --------------------- | -------------------------- |
| Ф     | "Реактивните момичета: Филмът" (The Powerpuff Girls: The movie) | 2 юли 2002 г.         | 2017 г.                    |

## Сезон 5
| Номер | Заглавие                                                                        | Първо излъчване в САЩ | Първо излъчване в България |
| ----- | ------------------------------------------------------------------------------- | --------------------- | -------------------------- |
| 50    | „Луд по Кийн / Белушка неудачницата“ ("Keen on Keane / Not So Awesome Blossom") | 13 декември 2002 г.   | 29 август 2008 г.          |
| 51    | „Шубето е голям страх“ ("Power-Noia")                                           | 13 декември 2002 г.   | 29 август 2008 г.          |
| 52    | "Чудовищен град / Тихо"(Monstra-City / Shut the Pup Up)                         | 5 септември 2003 г.   | 7 август 2014 г.           |
| 53    | "Това е Таунсвил / Дейвид и Кричър"(Toast of the Town / Divide and Conquer)     | 12 септември 2003 г.  | 12 август 2014 г.          |
| 54    | "Бруталната аларма / Той носи пистолет"(Burglar Alarmed / Shotgun Wedding)      | 19 септември 2003 г.  | 13 август 2014 г.          |
| 55    | "Спаси Моджо / Чудовищна супстанция"(Save Mojo / Substitute Creature)           | 26 септември 2003 г.  | 14 август 2014 г.          |
| 56    | '"Twas the Fight Before Christmas"                                              | 3 октомври 2003 г.    |                            |
| 57    | „Момчетата се връщат в града“("The Boys Are Back in Town")                      | 6 ноември 2003 г.     | 26 юли 2014                |
| 58    | "Pee Pee G's / Boy Toys"                                                        | 13 ноември 2003 г.    |                            |
| 59    | "Seed No Evil / City of Clipsville"                                             | 25 ноември 2003 г.    |                            |
| 60    | "Lying Around the House / Bubble Boy"                                           | 9 януари 2004 г.      |                            |
| 61    | "Documentary / Girls Gone Mild"                                                 | 16 януари 2004 г.     |                            |
| 62    | "Curses / Bang for Your Buck"                                                   | 2 април 2004 г.       |                            |
| 63    | "Silent Treatment / Sweet 'N Sour"                                              | 9 април 2004 г.       |                            |
| 64    | "Prime Mates / Coupe D'Etat"                                                    | 16 април 2004 г.      |                            |
| 65    | "Makes Zen to Me / Say Uncle"                                                   | 23 април 2004 г.      |                            |
| 66    | "Reeking Havoc / Live and Let Dynamo"                                           | 30 април 2004 г.      |                            |
| 67    | "Mo' Linguish / Oops, I Did it Again"                                           | 7 май 2004 г.         |                            |
| 68    | "A Made Up Story"                                                               | 14 май 2004 г.        |                            |

## Сезон 6
| Номер | Заглавие | Първо излъчване в САЩ | Първо излъчване в България |
| ----- | --- | --------------------- | -------------------------- |
| 69    | "Little Miss Interprets / Night Mayor"                                                                           | 25 юни 2004 г.        |                            |
| 70    | "Custody Battle / City of Nutsville"                                                                             | 2 юли 2004 г.         |                            |
| 71    | "Aspirations | 9 юли 2004 г.         |                            |
| 72    | "That's Not My Baby! / Simian Says"                                                                              | 16 юли 2004 г.        |                            |
| 73    | "Sun Scream / The City of Frownsville"                                                                           | 23 юли 2004 г.        |                            |
| 74    | "West In Pieces"                                                                                                 | 30 юли 2004 г.        |                            |
| 75    | "Crazy Mixed Up Puffs / Mizzen in Action"                                                                        | 20 август 2004 г.     |                            |
| 76    | "What's the Big Idea? / Roughing It Up"                                                                          | 27 август 2004 г.     |                            |
| 77    | „Нищо специално / Долината на лъжите“ ("Nuthin' Special / Neighbor Hood")                                        | 25 март 2005 г.       | 1 септември 2008 г.        |
| 78    | „Аз виждам забавна анимация в твоето бъдеще / Окти изчезна“ ("I See a Funny Cartoon in Your Future / Octi-Gone") | 25 март 2005 г.       | 11 август 2014 г.          |
| 79    | „Виж ме, чуй ме, гномче“ ("See Me, Feel Me, Gnomey")                                                             | не е излъчен в САЩ    | 26 юли 2014 г.             |

## Специални епизоди
22-минутен специален епизод е продуциран за 10-годишнината от първото излъчване на сериала.
22-минутен специален епизод е продуциран и за 15-годишнината от първото излъчване на сериала. Той е официален край на сериала.
| Номер | Заглавие                                                            | Първо излъчване в САЩ                                                                                       | Първо излъчване в България |
| ----- | ------------------------------------------------------------------- | --- | -------------------------- |
| 80    | "The Powerpuff Girls Rule!!!"                                       | 29 ноември 2008 г. (Cartoon Network Пан-Евро, Cartoon Network Азия) 19 януари 2009 г. (Cartoon Network САЩ) |                            |
| 81    | „Злоденсинг старс“ ("The Powerpuff Girls Dance Pants R-EVIL-ution") | 20 януари 2013 г. (Cartoon Network САЩ)                                                                     | 26 юли 2014                |